# Asthelys
Asthelys là một chi ốc biển, là động vật thân mềm chân bụng sống ở biển trong họ Seguenziidae.

## Các loài
Các loài thuộc chi Asthelys bao gồm:
- Asthelys mundus (Watson, 1879)[3]
- Asthelys spiralis Smith[4]